# Floortje Zwigtman
Floortje Zwigtman, pseudoniem van Andrea Oostdijk (Terneuzen, 13 november 1974) is een Nederlandse kinderboekenschrijfster. Ze heeft de pabo in Middelburg gevolgd en verschillende jaren voor de klas gestaan. Zwigtman staat er om bekend dat ze moeilijke onderwerpen en taboes niet uit de weg gaat; haar boeken geven een beklemmend beeld van de mens, waarbij geweld, martelingen, moord en seks dikwijls onderdeel van het verhaal zijn.

## Carrière
Ze debuteerde in 2001 met het boek Spelregels, dat zich afspeelt in de middeleeuwen. Voor Wolfsroedel (2002) won ze twee prijzen voor kinderboeken, de Gouden Uil (tot 2016 de Fintro Literatuurprijs) en een Zilveren Zoen.
Haar boek Schijnbewegingen (2005) beschrijft het leven en de avonturen van de jonge Adrian Mayfield, die ontdekt dat hij zich eerder tot mannen aangetrokken voelt. Het boek, dat zich afspeelt in de tijd van Oscar Wilde (1894) is een combinatie van fictie en waargebeurde feiten, en won in 2006 de Gouden Uil en de Gouden Zoen. Het boek vormt het eerste deel van de trilogie 'Een groene bloem'. Het tweede deel (Tegenspel) verscheen in februari 2007, waarna bijna tegelijk de korte spin-off Kersenbloed volgde. Het laatste deel van de trilogie (Spiegeljongen) verscheen in februari 2010.
In 2018 werd Fabeldieren, het prentenboek dat Floortje Zwigtman samen met illustrator Ludwig Volbeda maakte, onderscheiden met het Gouden Penseel, de jaarlijkse prijs voor het best geïllustreerde boek. In 2020 werd aan haar een Zilveren Griffel toegekend voor Het geheime boek van Sinterklaas. 